# Saint-Louet-sur-Vire
Saint-Louet-sur-Vire är en kommun i departementet Manche i regionen Normandie i norra Frankrike. Kommunen ligger i kantonen Tessy-sur-Vire som tillhör arrondissementet Saint-Lô. År 2022 hade Saint-Louet-sur-Vire 209 invånare.

## Befolkningsutveckling
Antalet invånare i kommunen Saint-Louet-sur-Vire
| Referens: INSEE |